# Гавиний Римский
Габин  (умер в 295 году) — священномученик Римский. День памяти — 19 февраля.
Святой Габин (Gabinus), или Гавиний, был родом из Габия (Gabii), что в Сабине (Sabina) и брат папы Римского Гая и родственник императора Диоклетиана, считается отцом св. Сусанны. Будучи рукоположённым в большом возрасте, св. Габин отошёл ко Господу в Римской тюрьме от голода. По иным сведениям, обезглавлен за отказ совершить языческое жертвоприношение.
Мощи св. Габина почивают в Лионе, в храме св. Троицы.
В православии празднуется 24 августа.